# Giovanni Bianchi (politico)
Giovanni Bianchi (Sesto San Giovanni, 19 agosto 1939 – Sesto San Giovanni, 24 luglio 2017) è stato un politico italiano, presidente del Partito Popolare Italiano dal 29 luglio 1994 al 12 gennaio 1997.

## Biografia
Nato a Sesto San Giovanni il 19 agosto 1939, Bianchi si è laureato alla facoltà di scienze politiche presso l'Università Cattolica del Sacro Cuore di Milano, per poi svolgere l'attività di insegnante di filosofia e storia nei licei.
Democratico d'ispirazione cristiana, si impegna sia nella politica che nel sindacato. Viene eletto consigliere comunale per la Democrazia Cristiana a Sesto San Giovanni, dove si occupa dei problemi relativi alla scuola. Si impegna anche nell'Associazioni Cristiane Lavoratori Italiani (ACLI), dove diviene dirigente del movimento prima a livello regionale poi a livello nazionale. È eletto presidente delle ACLI nel 1987 e mantiene la carica fino al 1994.

### Partito Popolare Italiano
Dopo la crisi del sistema dei partiti usciti dal dopoguerra, a causa dei contraccolpi subiti per effetto dell'inchiesta e dei processi di Mani pulite, oltre che del dirompente processo per mafia a carico di Giulio Andreotti, crisi che determinò anche la fine della storia della Democrazia Cristiana e il suo scioglimento, nel 1994 aderisce all'invito di Mino Martinazzoli di contribuire come esponente della società civile al rinnovamento della cultura democratico-cristiana nel nuovo Partito Popolare Italiano.
In vista delle elezioni politiche del 1994, si dimette dalla presidenza delle ACLI e si candida alla Camera dei deputati, per la coalizione Patto per l'Italia tra le liste proporzionali del PPI.
Eletto deputato, viene messo in campo dalla sinistra del PPI come candidato alla segreteria del partito in occasione del I congresso del luglio 1994 in alternativa alla candidatura di Rocco Buttiglione. Al congresso presenta un programma di forte connotazione riformista indicando per il PPI la strada dell'alternativa a Silvio Berlusconi con la possibilità di alleanze di centro-sinistra. Tuttavia nel corso dell'ultimo giorno di congresso, verificato che la sua candidatura non raccoglieva sufficienti consensi, viene sostituito da Nicola Mancino che comunque non riesce ad imporsi.
Il neosegretario del PPI Rocco Buttiglione lo propone come presidente del partito, carica che egli accetta e che svolge dall'estate 1994.

### Scontro con Buttiglione: la scelta del centro-sinistra
Nella primavera del 1995 è stato in prima linea, in qualità di presidente del partito (PPI), nella disputa contro Buttiglione che schiera il PPI nel centro-destra con Silvio Berlusconi, senza consultare il Consiglio Nazionale. Allora Bianchi guida la protesta interna insieme con Gerardo Bianco. La disputa porterà alla divisione del partito: la maggioranza di Bianchi e Bianco sceglie l'alleanza di centro-sinistra e mantiene il nome di PPI, la minoranza mantiene il simbolo dello scudo crociato, va col centro-destra e acquisisce il nome di Cristiani Democratici Uniti.
Nel 1995-1996 guida il partito con Gerardo Bianco, conducendolo nell'alleanza dell'Ulivo col centro-sinistra. Alle elezioni politiche del 1996 viene rieletto deputato alla Camera, candidato nel collegio uninominale di Sesto San Giovanni contro Alberto Clivati del Polo per le Libertà. È relatore della legge per la cancellazione del debito estero dei paesi del Terzo Mondo.
Alle elezioni politiche del 2001 viene ancora una volta eletto alla Camera, per la terza volta, sempre nel collegio di Sesto, risultando uno dei pochissimi (4 in tutto) vincitori del centro-sinistra nei collegi uninominali in Lombardia. Nella successiva XIV legislature è stato segretario della Camera dei deputati.

### La Margherita e PD
Segretario regionale del PPI in Lombardia, nel 2002 aderisce al partito La Margherita di Francesco Rutelli.
In vista delle elezioni politiche del 2006, non viene più ricandidato poiché supera il limite di 3 legislature in parlamento. Resta comunque esponente del partito di Rutelli.
È anche tra i fondatori e animatori dei "Circoli Dossetti".
È stato commissario reggente del coordinamento cittadino di Sesto San Giovanni della Margherita.
Dal 24 novembre 2007 è stato il primo segretario provinciale di Milano del Partito Democratico.
È deceduto la mattina del 24 luglio 2017 nella sua città natale.